# Jules Francq
Jules Maximilien Francq (Jumet, 6 december 1860 - 5 december 1933) was een Belgisch senator en burgemeester.

## Levensloop
Jules Francq was beroepshalve industrieel en bewoonde een kasteel, wat niet belette dat hij bij de Belgische Werkliedenpartij aansloot. Het familiebedrijf was gesticht in 1862 door zijn vader Martin Francq. In 1906 werd het een naamloze vennootschap onder de naam Usines Jules Francq Réunies. De activiteiten waren uiteenlopend: houthandel en houtbewerking, versnijden van glas en produceren van glasplaten voor de fotografie. In 1932 ging de vennootschap in liquidatie.
In 1891 stichtte hij, met tien vennoten de Banque Populaire de Jumet. Hij was er 36 jaar voorzitter van. Het doel bestond erin geld te lenen aan industriëlen en bewoners van Jumet.
In 1890 werd hij gemeenteraadslid van Jumet. Van 1899 tot 1900, van 1907 tot 1912 en van 1919 tot 1920 was hij er schepen en in 1920-1922 burgemeester.
In 1908 werd hij verkozen tot socialistisch senator voor het arrondissement Luik. Hij vervulde dit mandaat tot in 1921.
Hij trouwde met een Alida, en ze bleven kinderloos.
Jumet heeft een Place Jules Francq.